# دبرا نیل-فیشر
دبرا نیل-فیشر (انگلیسی: Debra Neil-Fisher؛ زادهٔ ۱۲ مهٔ ۱۹۵۸) تدوین‌گر اهل ایالات متحده آمریکا است.

## گزیدهٔ فیلم‌شناسی
- ۲۰۲۰ - سونیک خارپشت
- ۲۰۱۹ - مسیر بازگشت یک سگ به خانه
- ۲۰۱۸ - پنجاه طیف آزادی
- ۲۰۱۷ - تبدیل‌شوندگان: آخرین شوالیه
- ۲۰۱۶ - لاک‌پشت‌های نینجای نوجوان جهش‌یافته: خارج از سایه‌ها
- ۲۰۱۶ - گریمسبای
- ۲۰۱۵ - پنجاه طیف گری
- ۲۰۱۳ - خماری: قسمت سوم
- ۲۰۱۱ - خماری: قسمت دوم
- ۲۰۱۰ - مرد آهنی ۲
- ۲۰۰۹ - خماری
- ۲۰۰۶ - فقط شانس من
- ۲۰۰۶ - شما، من و دوپری
- ۲۰۰۵ - پسر ماسک
- ۲۰۰۴ - بدون پارو
- ۲۰۰۳ - چگونه مردی را در ۱۰ روز از دست بدهیم
- ۲۰۰۳ - امنیت ملی
- ۲۰۰۱ - نجات سیلورمن
- ۱۹۹۹ - آستین پاورز: جاسوسی که مرا تکان داد
- ۱۹۹۷ - آستین پاورز: مرد بین‌المللی رمز و راز
- ۱۹۹۴ - جنگ
- ۱۹۹۱ - گوجه‌فرنگی‌های سبز سرخ‌شده
- ۱۹۸۴ - کودکان ذرت (دستیار)